# Wojtek Miłoszewski
Wojtek Miłoszewski, właśc. Wojciech Miłoszewski (ur. 1980) – polski scenarzysta, dramaturg i powieściopisarz. Młodszy brat pisarza Zygmunta Miłoszewskiego.

## Życiorys
Współautor scenariuszy do seriali telewizyjnych Wataha (2014) i Prokurator (wraz z bratem Zygmuntem Miłoszewskim, 2015) oraz do ponad 80 odcinków serialu paradokumentalnego Policjantki i policjanci.
Autor sztuki teatralnej Rozkwaś Polaka! wystawionej w 2012 roku przez Teatr Praski w reżyserii Marty Ogrodzińskiej-Miłoszewskiej.
W 2017 roku zadebiutował jako pisarz powieścią Inwazja z gatunku political fiction.
W 2020 w serwisie Audioteka ukazał się audioserial Galaktyka z gatunku science fiction według jego scenariusza.

## Twórczość

### Powieści
Cykl political fiction Wojna.pl:
- Inwazja (2017)
- Farba (2018)
- Kontra (2019)

Cykl kryminalny o komisarzu Kastorze Grudzińskim:
- Kastor (2018)
- Bez reszty (2020)

### Powieści audio
- Galaktyka (2020)
- Mierzeja[10] (2022)

### Sztuki teatralne
- Rozkwaś Polaka! (2012)

### Scenariusze telewizyjne
- Wataha (współautor, 2014)
- Prokurator (współautor, 2015)
- Policjantki i policjanci (współautor, od 2014)